# UFC Fight Night: Hunt vs. Bigfoot
UFC Fight Night: Hunt vs. Bigfoot è stato un evento di arti marziali miste tenuto dalla Ultimate Fighting Championship il 7 dicembre 2013 al Brisbane Entertainment Centre di Brisbane, Australia.

## Retroscena
Fu il primo evento nella storia dell'UFC ad essere ospitato a Brisbane.
Qualche giorno dopo l'evento Antônio Silva risultò positivo ad un test antidoping, e di conseguenza gli venne tolto il premio Fight of the Night e il risultato del match solamente sul suo record venne cambiato in "No Contest".

## Risultati
|                  | Divisione          |                 |                 |                 | Metodo                                                    | Round           | Tempo           | Premio          |
| Card principale  | Card principale    | Card principale | Card principale | Card principale | Card principale                                           | Card principale | Card principale | Card principale |
| ---------------- | ------------------ | --------------- | --------------- | --------------- | --------------------------------------------------------- | --------------- | --------------- | --------------- |
| [ N 1 ]          | Pesi Massimi       | Mark Hunt       | pareggia        | Antônio Silva   | Parità per decisione di maggioranza (48-47, 47-47, 47-47) | 5               | 5:00            | FOTN            |
|                  | Pesi Mediomassimi  | Maurício Rua    | batte           | James Te Huna   | KO (pugno)                                                | 1               | 1:03            | KOTN            |
|                  | Pesi Mediomassimi  | Ryan Bader      | batte           | Anthony Perosh  | Decisione unanime (30-27, 30-27, 30-26)                   | 3               | 5:00            |                 |
|                  | Pesi Massimi       | Soa Palelei     | batte           | Pat Barry       | KO (pugni)                                                | 1               | 2:09            |                 |
|                  | Pesi Medi          | Clint Hester    | batte           | Dylan Andrews   | KO Tecnico (stop medico)                                  | 2               | 5:00            |                 |
|                  | Pesi Gallo Femmine | Bethe Correia   | batte           | Julie Kedzie    | Decisione non unanime (29-28, 28-29, 29-28)               | 3               | 5:00            |                 |
| Card preliminare |                    |                 |                 |                 |                                                           |                 |                 |                 |
|                  | Pesi Gallo         | Takeya Mizugaki | batte           | Nam Phan        | Decisione unanime (29-28, 29-28, 29-28)                   | 3               | 5:00            |                 |
|                  | Pesi Medi          | Caio Magalhaes  | batte           | Nick Ring       | Decisione unanime (29-28, 29-28, 29-28)                   | 3               | 5:00            |                 |
|                  | Pesi Mosca         | Justin Scoggins | batte           | Richie Vaculik  | KO Tecnico (pugni)                                        | 1               | 4:43            |                 |
|                  | Pesi Medi          | Krzysztof Jotko | batte           | Bruno Santos    | Decisione unanime (29-28, 29-28, 30-27)                   | 3               | 5:00            |                 |
|                  | Pesi Welter        | Alex Garcia     | batte           | Ben Wall        | KO (pugni)                                                | 1               | 0:43            |                 |

1. ↑  Il risultato per il solo Silva venne cambiato in "No Contest" in seguito ad un test antidoping fallito dal brasiliano

## Premi
I lottatori premiati ricevettero un bonus di 50.000 dollari.
Legenda:
- FOTN: Fight of the Night (vengono premiati entrambi gli atleti per il miglior incontro dell'evento)
- KOTN: Knockout of the Night (viene premiato il vincitore per la migliore vittoria tramite KO dell'evento)
- SOTN: Submission of the Night (viene premiato il vincitore per la migliore vittoria tramite sottomissione dell'evento)

## Incontri annullati
|  | Divisione          |                |        |                  | Motivo                                                      |
|  | ------------------ | -------------- | ------ | ---------------- | ----------------------------------------------------------- |
|  | Pesi Welter        | Brian Melancon | contro | Robert Whittaker | Melancon affetto da stress renale, poi ritiratosi dalle MMA |
|  | Pesi Welter        | Alex Garcia    | contro | Andreas Stahl    | Stahl infortunato                                           |
|  | Pesi Gallo Femmine | Julie Kedzie   | contro | Aleksandra Albu  | Albu infortunata                                            |
|  | Pesi Gallo         | Alex Caceres   | contro | Mitch Gagnon     | Gagnon ebbe problemi per il visto d'ingresso                |